# Nevěra (román Paula Coelha)
 Nevěra (portugalsky Adultério) je psychologický román Paula Coelha z roku 2014 vyprávějící příběh mladé ženy, která své pochybnosti nad osobním štěstím řeší manželskou nevěrou.

## Děj
Hlavní postavou románu je jedenatřicetiletá Linda z Ženevy, která, třebaže má podle obecného mínění všechny předpoklady ke štěstí (milujícího manžela, majitele investičního fondu řadícího se mezi 300 nejbohatších Švýcarů, dvě zdravé děti a výbornou práci redaktorky největšího ženevského listu), začíná pociťovat apatii a pocit bezvýchodnosti způsobené životním stereotypem, citovou deprivací neschopností cítit se šťastná.
Jednoho dne dostane v redakci úkol provést rozhovor s politikem Jakubem Königem, který tou dobou bude kandidovat do vysoké vládní funkce. Jakub byl Lindinou první studentskou láskou a když se sejdou v jeho kanceláři k rozhovoru, přeskočí mezi nimi jiskra. Průběh setkání je tak spontánní, že mezi nimi dojde k závěru k divokému intimnímu styku.
Tato událost započne Lindiny citové a psychické útrapy, které se mají táhnout ještě dlouhé týdny poté. Na jedné straně cítí provinění vůči svému věrnému manželovi a na druhé straně uspokojení, že začala po dlouhých letech prožívat prudké citové vzplanutí a znovu pociťovat smyslnou žádost. Na konec si začne připadat duševně rozpolcená jako doktor Jekyll a pan Hyde. Cítí, že část jejího já jako by našla nový smysl života, dychtí po Jakubovi a zároveň se pokouší intenzivněji milovat s vlastním mužem a předejít tomu, aby začal mít podezření.
K zásadnímu zlomu v Lindině jednání dochází při jednom banketu pro přátele pořádaném manželi Königovými v rámci Jakubovy volební kampaně, na který byla Linda pozvána i se svým mužem. Jakubova žena Marianne, společensky vysoce postavená dáma, při rozhovoru v úzkém kruhu svým ženským instinktem ihned odhaluje, jak se věci mají. Díky své asertivitě a sebevědomí má nad Lindou převahu a dává jí neverbálním způsobem najevo, že ji manželova avantýra nijak nevzrušuje, protože ji v žádném případě nepovažuje za svou sokyni. 
V dalších dnech se milenecký pár schází k intimním radovánkám, avšak vždy potají (po hotelích, v zapadlých podnicích nebo ve Francii nedaleko za hranicemi Švýcarska), protože má Jakub obavy, aby se o jejich milostném vztahu nezačalo proslýchat na veřejnosti – taková skutečnost by mohla vážně ohrozit jeho volební preference i celou politickou kariéru. Ještě později přestává brát Lindě telefon, nechává se zapírat, a když se mu dovolá z jiného čísla, snaží se ji přesvědčit, aby zůstala trpělivá, že si to oba vynahradí po volbách. Linda je však natolik zmítána emocemi, že se rozhodne odstranit z cesty Marianne, která ji stojí ve štěstí s vytouženým Jakubem. Sníží se dokonce k velmi neférovému činu; vyhledá drogového dealera a koupí od něho větší dávku kokainu, který se rozhodne podstrčit Marianne do kanceláře na Ženevské universitě, kde její soupeřka vyučuje. Ve stejnou dobu se snaží vyhledat psychiatrickou pomoc, jak jí k její nevoli vyzval Jakub, žádný z lékařů v ní však nevzbudí sebemenší důvěru. Nakonec vyhledá kubánského šamana, k němuž se vetře po záminkou, že s ním udělá rozhovor pro noviny. Kubánec ji nakonec otevře oči a poradí jí, aby poslouchala pouze a jenom hlas svého srdce a ignorovala veškeré vedlejší pocity – jedině tak, že dojde ke konečnému rozuzlení svého problému.
Linda se začne řídit jeho radami a na konec upouští od záměru zkompromitovat Marianne. Nechává volný průchod svým citovým a smyslovým potřebám, občas se ještě schází k intimním hrátkám s Jakubem, ale začíná v ní dozrávat přesvědčení, že tento nerovný vztah ukončí a povede zase spořádaný rodinný život. Jednoho dne, krátce po milování v hotelu Jakubovi sdělí, že tato schůzka byla poslední. Jakubovi se na jedné straně uleví, že končí ohrožení jeho kariéry, na druhou stranu však lituje, že ztrácí atraktivní milenku.
Před Silvestrem svěřují Linda s manželem děti na hlídání k rodičům a vydávají se strávit konec roku v horském letovisku Interlaken. Linda je rozhodnuta, že se manželovi se vším svěří, protože nedokáže snášet trýznivý pocit ze svých činů. První den na horách se ještě před večeří během procházky opijí v jedné hospůdce a Lindin muž při tom prozradí své trápení. Celý život zasvětil pouze budováním kariéry finančníka, své práci a vydělávání peněz, aby mohl svou rodinu zahrnovat blahobytem. Nikdy nevykonal žádný ze svých bláznivých nápadů, jako například odjet někam do dalekých krajin a vůbec se o nic nestarat. Lindě dochází, že muž o její nevěře ví, ale že však jistým způsobem její důvody chápe a celou záležitost hodlá zcela přejít mlčením, protože je nad věcí, a tak se na konec rozhoduje o svém ukončeném nemanželském vztahu nemluvit.
Druhý den vstávají, nechají si do hotelového pokoje přinést snídani a z okna pozorují paraglidisty, jak přistávají na nedalekém prostranství. Manžel ihned začne jednat a zanedlouho jim oběma zamluví paraglidingový let s instruktorem. Dohodnou se, že Linda poletí první a pro případ, že by se něco přihodilo, a její muž jako poslední z celé skupiny. Linda prožívá neuvěřitelný let, během kterého si všechny události a pocity srovnává v hlavě. Definitivně se rozhoduje vrátit se k rodinnému životu a stát po boku svého muže. Její paraglidingový padák dlouhou dobu sleduje trasu orla, který slétává z horských vrcholů dolů do údolí. Linda s ním vede tichý dialog. Po přistání se cítí úplně proměněná a propuká v usedavý pláč. Požádá manžela, aby jí nechal chvíli o samotě, a teprve když se dosyta vypláče, vrací se do hotelu. Tam se dohodnou, že Silvestra nakonec stráví v Ženevě a vracejí se domů, kde se má vše vrátit do starých kolejí, avšak se zcela novým náhledem na život a životní poslání.

## Vydání
Brazilská
- Adultério, Agir, Rio de Janeiro 2008

Česká
- Nevěra, překlad Jindřich Vacek, Argo, Praha, plánované vydání 1. 10. 2014

Polská
- Zdrada, překlad Zofia Stanisławska, Drzewo Babel, Varšava 2014